# Mallikarjunapura, Belur
Mallikarjunapura là một làng thuộc tehsil Belur, huyện Hassan, bang Karnataka, Ấn Độ.